# Syntomoza scolopiae
Syntomoza scolopiae är en insektsart som beskrevs av Yang 1984. Syntomoza scolopiae ingår i släktet Syntomoza och familjen rundbladloppor. Inga underarter finns listade i Catalogue of Life.